# Ángel Hernández Recalde
Ángel Hernández Recalde (Albacete, 6 de enero de 1995) es un gimnasta de trampolín. Nacido en España, compitió por Colombia en los Juegos Olímpicos de Tokio 2020,  donde quedó noveno en trampolín masculino. 
Estuvo involucrado en un conflicto con el Comité Olímpico Colombiano después de los Juegos Olímpicos, ya que creía que su falta de organización casi lo llevó a quedarse atrapado en Japón.
Representó a Colombia en los Campeonatos Panamericanos de Gimnasia 2022 donde ganó medallas de oro en final por equipos, trampolín sincronizado junto a Álvaro Calero y trampolín individual.